# Festungsanlage Hanstholm
Koordinaten: 57° 7′ 11″ N, 8° 37′ 11″ O
Die Festungsanlage Hanstholm am Skagerrak entstand während der deutschen Besatzung Dänemarks im Zweiten Weltkrieg und gehört zu den ersten Festungsbauten des Atlantikwalls. Die Festung gehörte zur Kriegsmarine und wurde von der Marineartillerieabteilung 118 besetzt. Die eigentliche Festung wurde versucht partiell zu zerstören, was aber nicht gelungen ist. Das Areal beherbergt heute ein Museum, das auf den Bunkern der II. Batterie, der Großbatterie, aufgebaut ist.

## Geschichte

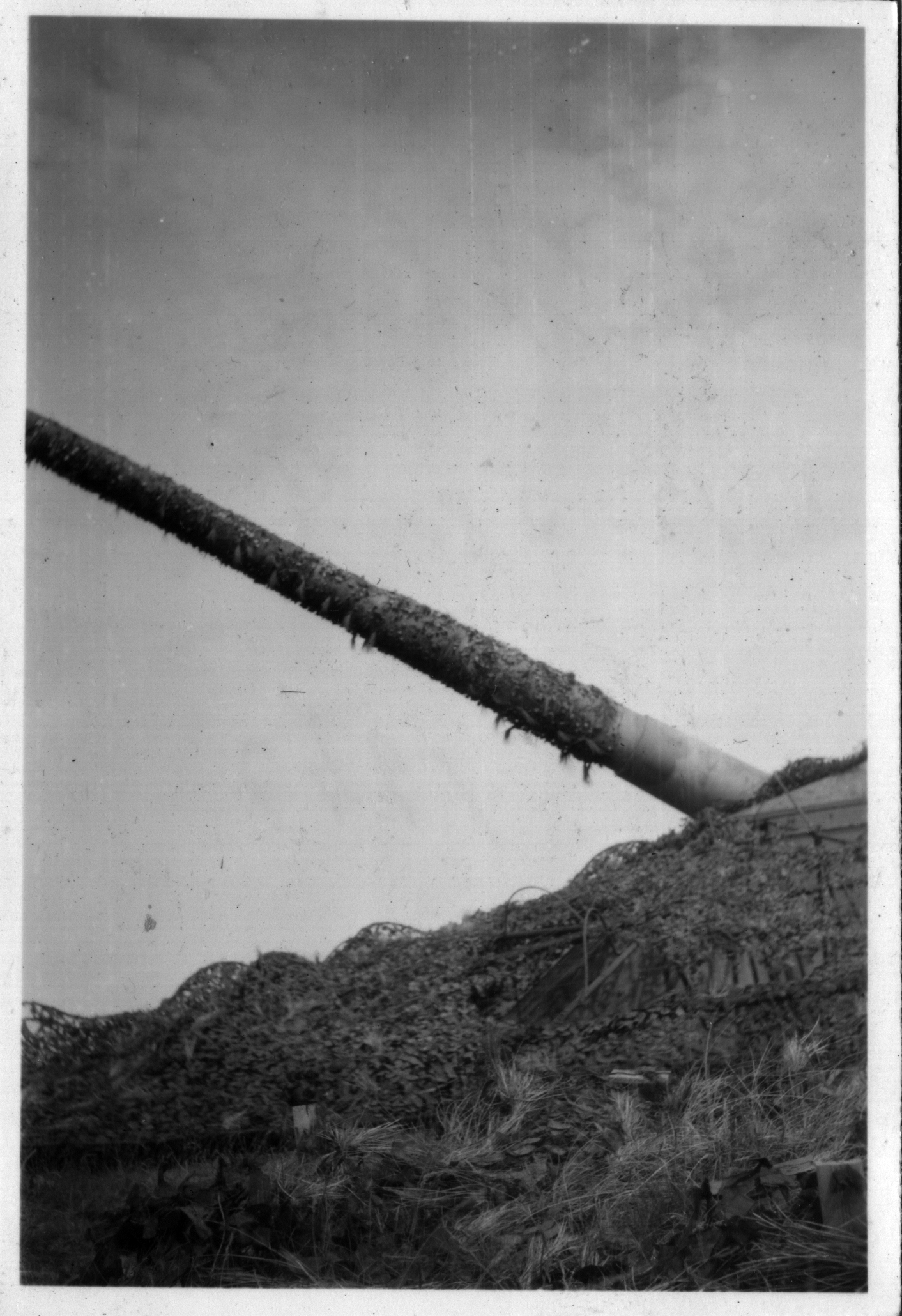
Kanone mit Tarnung 1947

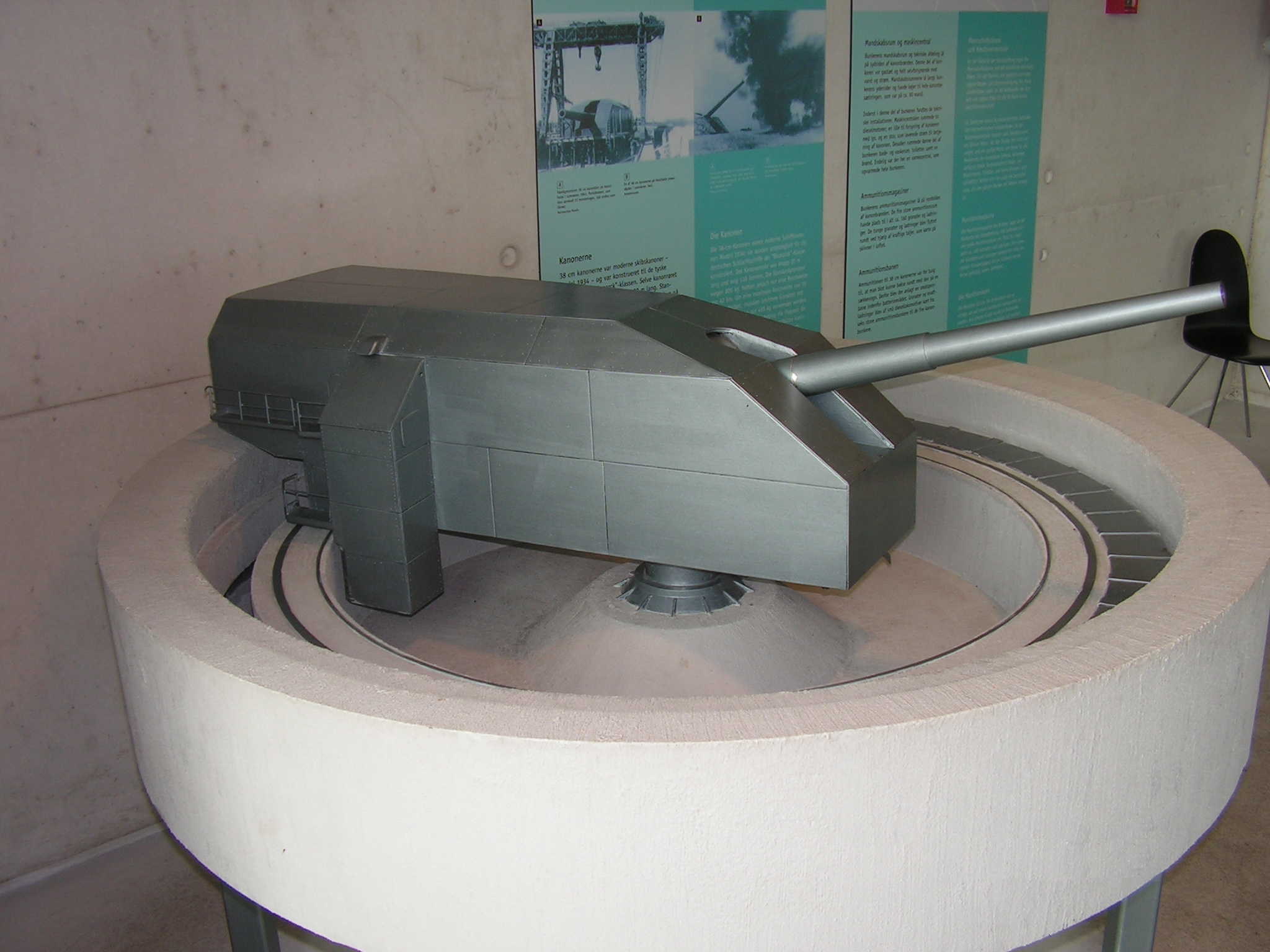
Modell eines 38-cm-Geschützes der II. Batterie in Hanstholm

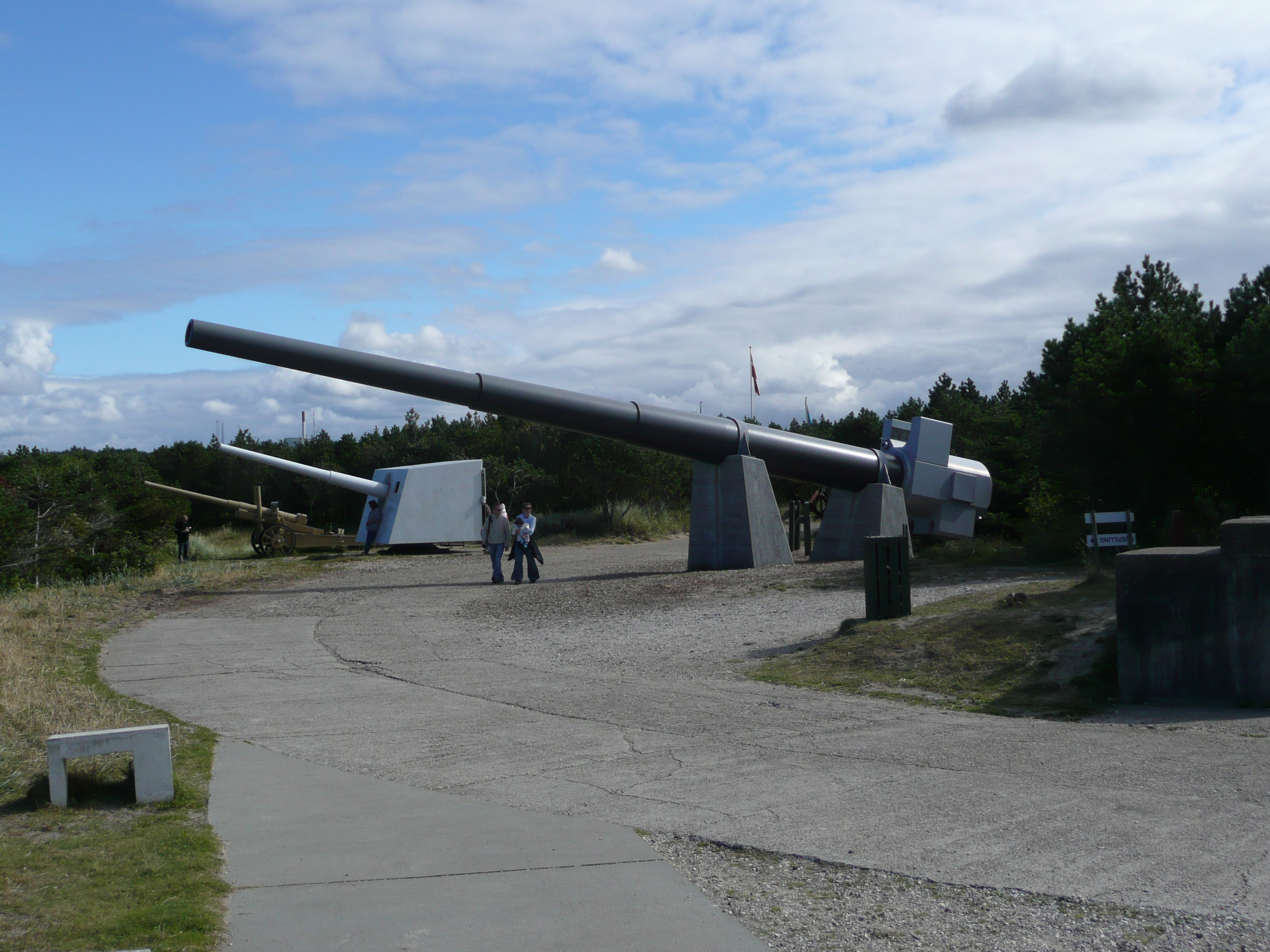
38-cm-Geschützrohr in Hanstholm, im Hintergrund kleinere Festungsgeschütze

Als die deutsche Wehrmacht 1940 im Zuge des Blitzkrieges Frankreich, die Beneluxstaaten Niederlande und Belgien sowie Dänemark und Norwegen erobert hatte, sah sie sich vor ein ernstes Problem gestellt: Großbritannien war eine Seemacht. Eine Landung an den Stränden des kontinentalen Europas konnte nie ausgeschlossen werden. Daher wurde bereits 1940 durch die Organisation Todt der Bau des Atlantikwalls geplant und begonnen. Erstes Ziel dieses Bauvorhabens war der Schutz neuralgischer Punkte, etwa der Zugänge zum Nordpolarmeer und der Ostsee, der Bau von U-Bootbunkern in Brest, Lorient, La Rochelle, St. Nazaire und Bordeaux sowie die Verhinderung von Landungen an geeigneten Punkten entlang des Ärmelkanal und der Nordseeküste. Außerdem sollten die entstandenen Stützpunkte durch Bunker und Stellungen verbunden werden und so einen Wall gegen eine Landung schaffen. Dieses ehrgeizige Projekt konnte jedoch nie wirklich fertiggestellt werden. Einer der ersten wichtigen Verteidigungspunkte war die Festungsanlage Hanstholm in Dänemark.
Die Festungsanlage Hanstholm und deren Schwesteranlage in Kristiansand, die Batterie „Vara“ (benannt nach dem gefallenen General der Pioniere Felix Vara), wurden bereits 1940 gebaut. Ihre Aufgabe bestand darin, den Schiffsverkehr im Skagerrak zu unterbinden und damit den Zugang in die Ostsee zu versperren. Der endgültige Ausbau der Festungsanlage war bereits 1943 abgeschlossen. Im Gegensatz zur Batterie „Vara“ war die Festungsanlage Hanstholm nicht nur eine einzelne Batterie, sondern eine Kombination aus Batterien. Die Reichweite, vor allem der beiden schweren Batterien, war zwar beachtlich, jedoch nicht ausreichend, um die 120 km große Spanne des Skagerrak an dieser Stelle zu überbrücken. Die entstandene Lücke wurde durch ausgedehnte Minenfelder geschlossen. Beide Batterien blieben bis 1945 in den Händen der Wehrmacht. Als die Alliierten die Festung übernahmen, lagerten dort noch 1900 Schuss im Kaliber 38 cm zuzüglich der dazugehörigen Treibladungen und mehrere tausend Schuss für die kleineren Kaliber. Dies veranschaulicht die mögliche Kampfkraft der Festung Hanstholm, die sie jedoch nie unter Beweis zu stellen brauchte.
Allgemein bestand die Festung allerdings nicht nur aus Schiffsgeschützen. Neben mehreren Funkmessgeräten (Radar) wurde Hanstholm auch mit mehreren Batterien leichter, mittlerer und schwerer Flugabwehrgeschütze ausgerüstet und war so Teil des deutschen Luftverteidigungssystems, vor allem für den norddeutschen Raum. Geborgene Wrackteile alliierter Bombenflugzeuge werden heute ausgestellt und zeugen von der Effizienz der Flakanlagen in Hanstholm. Dennoch konnte auch die massive Flugabwehrbestückung in Hanstholm den Bombenkrieg in Deutschland nicht verhindern. Mit dem Einsatz der Radarstörung mit „Window“-Streifen wurden auch die Batterien in Hanstholm lahmgelegt und konnten nicht mehr so effizient in den Bombenkrieg eingreifen wie in den Jahren vor 1943. Es war bis zur deutschen Kapitulation Anfang Mai 1945 nicht möglich, neue Radargeräte in Hanstholm zu installieren.
Während die Dänen die Festung in Hanstholm weitgehend zerstörten, nutzte das norwegische Militär die Batterie „Vara“ bis 1952 zur Küstenverteidigung. Beide Areale sind heute in Museen umgewandelt und zugänglich.

### Die Batterien im Einzelnen
- I. Batterie = vier alte 17-cm-Schnelladekanonen L/40, fertiggestellt 1940, südlich von Hanstholm
- II. Batterie = vier 38-cm-Schnelladekanonen C/34, fertiggestellt 1942, in Hanstholm selbst auf einer Anhöhe
- III.–VI. Batterie = je vier 10,5-cm-Schnelladekanonen C/32, fertiggestellt 1943, westlich und südlich von Hanstholm zur Flugabwehr

### Unterstützungstruppen
- dazu mehr als zehn Batterien der leichten, mittleren und schweren Flak in wechselnder Stärke
- mindestens eine Batterie Flakscheinwerfer (im Zuge der Operation Gomorrha, den schweren Luftangriffen auf Hamburg, wurden zeitweise bis zu fünf Scheinwerferbatterien in Hanstholm stationiert)
- zwei Radarstellungen (Typ Würzburg-Riese und Typ Freya) zur Feuerleitung der Artillerie und als Leitstand für Nachtjäger

## Das Kernstück der Festungsanlage Hanstholm

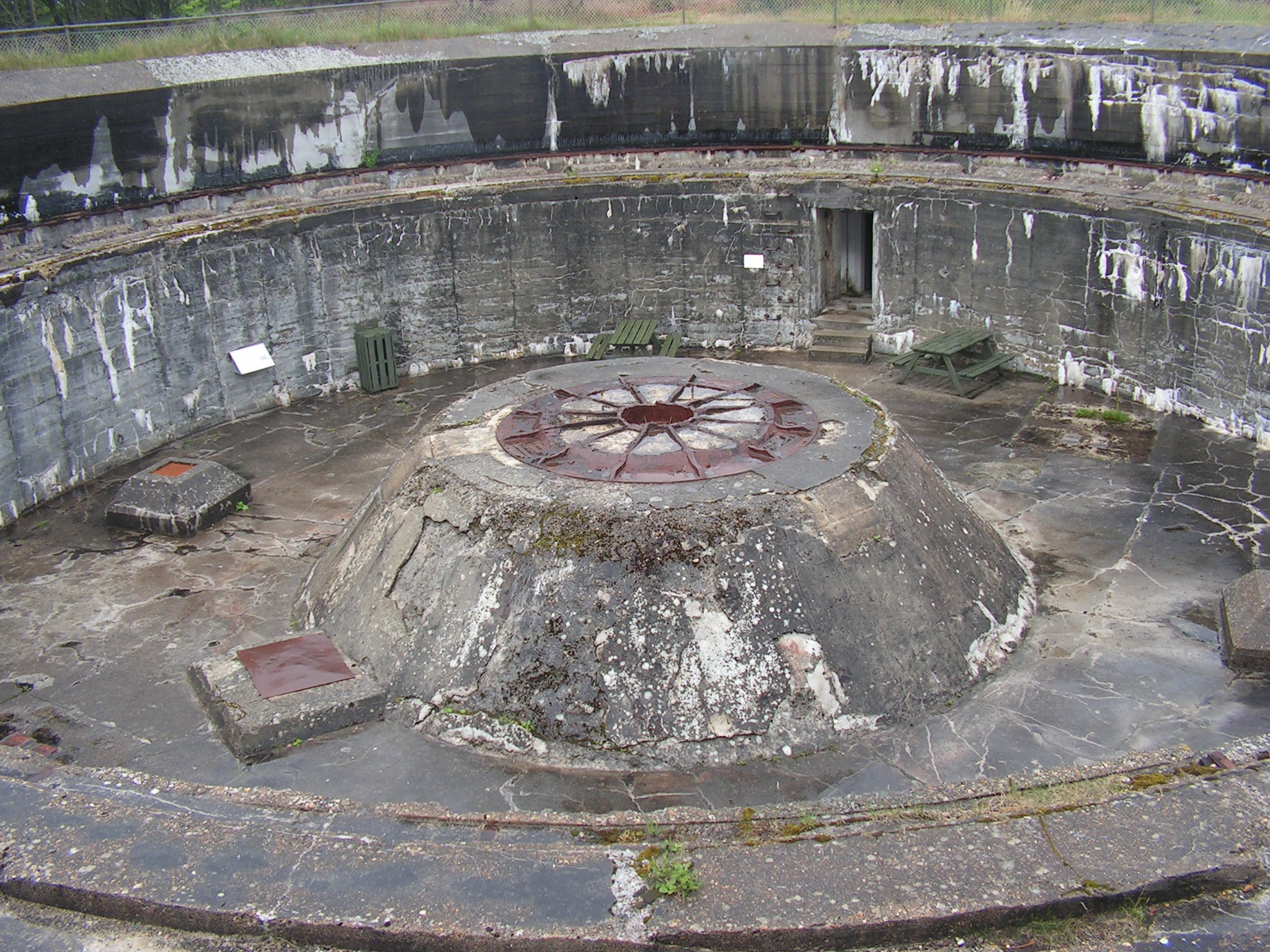
Betonsockel des Drehkranzes eines Geschützes der II. Batterie in Hanstholm

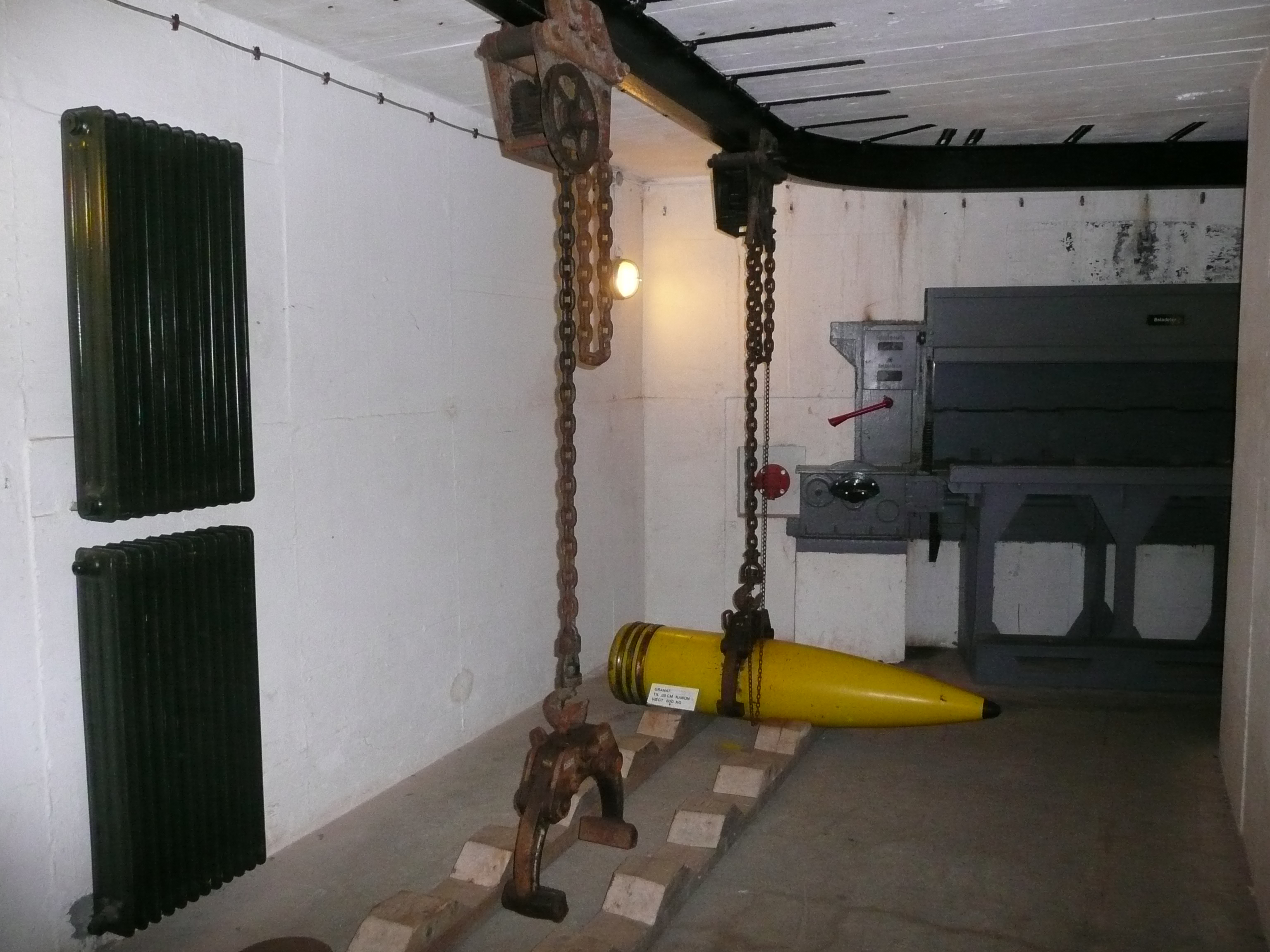
Granate für die II. Batterie an einer Laufkatze, Kaliber 38 cm, 800 kg

Das Kernstück der Festungsanlage Hanstholm ist zweifellos die II. Batterie. Sie bestand aus vier 38-cm-Schiffsgeschützen SKC 34 der Firma Krupp. Diese Geschütze wurden auch auf den Schlachtschiffen Tirpitz und Bismarck verwendet. Eigentlich sollten die acht Geschütze der Festungsanlage Hanstholm und der Batterie „Vara“ die Hauptartillerie der Schlachtschiffe Gneisenau und Scharnhorst ersetzen, aber dazu kam es nicht. 1940 begann der Bau der II. Batterie. Die Bunkeranlage eines einzelnen Geschützes maß 3000 m². Zum Bau wurden 6560 m³ Stahlbeton verwendet. Jedes Geschütz konnte unabhängig von den anderen operieren. So war gewährleistet, dass bei einem Ausfall, zum Beispiel der Feuerleitung, die Batterie weiter agieren konnte, da jedes Geschütz seinen eigenen Leitstand besaß. Die Bunker verfügten über alles, was der normale Gefechtsbetrieb erforderte. Neben Wohnräumen, Sanitäranlagen und Depots auch über eine Feuerleitanlage, Munitionsbunker und Maschinenräume. Die Bunker waren sicher vor Angriffen mit chemischen Kampfmitteln und galten als bombensicher. Die Besatzungsstärke eines Bunkers betrug 62 Mann Geschützpersonal sowie 50 Mann Funktionspersonal, also Maschinenwarte, Köche und andere.
Die Munition der Geschütze wurde hauptsächlich, vor allem aus Sicherheitsgründen, in einem separaten Bunker gelagert. Im eigentlichen Geschützbunker verblieben lediglich 65 Schuss sowie die dazugehörigen Treibladungen. Die Munition wurde, falls benötigt, mittels einer Feldbahn vom Munitionsbunker zum Geschütz transportiert, ebenso die Treibladungen. Die größte Treibladung, die genutzt wurde, wog 172 kg. Kombiniert mit der 800 kg schweren Standardgranate konnte eine Reichweite von 43.000 m erzielt werden. Speziell für diese Geschütze wurde das sogenannte „Siegfried“-Geschoss entwickelt. Es war „nur“ 500 kg schwer, erreichte aber mit der entsprechenden Treibladung die beachtliche Reichweite von 55.000 m. Um das Geschütz zu laden, wurden die Granaten und Treibladungen aus dem Magazin mittels eines Aufzuges zum Geschützturm gebracht. Der verwendete Ladestock maß 15 m und wurde von zwölf Mann bedient. Zuerst wurde die Granate eingeführt, schließlich die Treibladung. Die kleinste Treibladung wog 92 kg, die größte 172 kg. Das Pulver der Treibladungen wurde in Leinensäcken transportiert. Diese kamen in Stahlkartuschen. Beim Abschuss verbrannte der Leinensack und die Stahlkartusche blieb als einziger „Abfall“ zurück. Es war auch möglich, mehrere Treibladungen zu kombinieren. Dadurch wurde das Rohr aber zu stark abgenutzt. Überschritt die Treibladung 180 kg Pulver, mussten die Züge des Geschützrohres erneuert werden.
Ähnlich aufgebaut waren die leichteren Batterien.

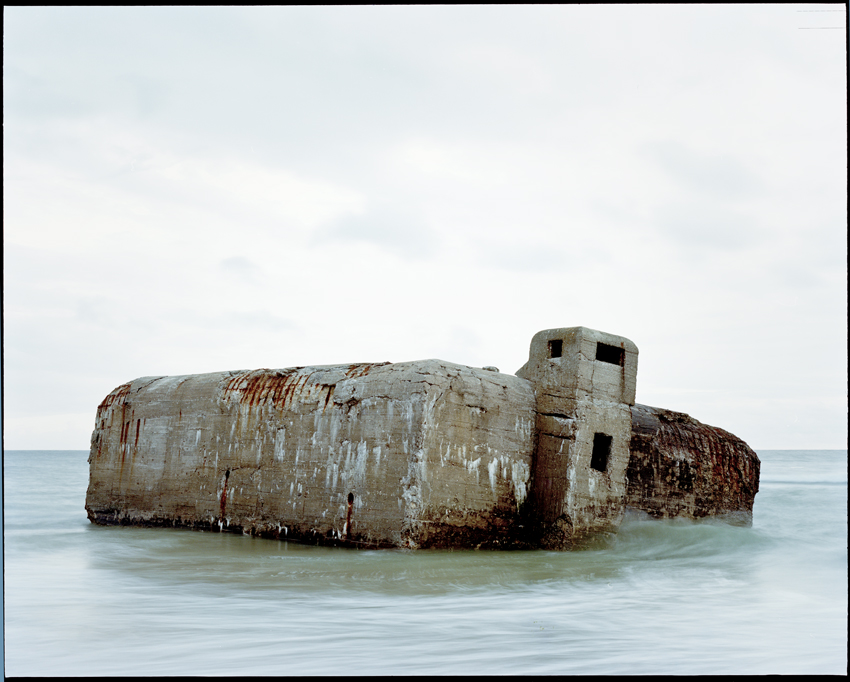
Reste der Stellung Vigsø

Zur Nahverteidigung bei etwaigen Landungen war jede Batterie mit einer Vielzahl von Bunkern, Stellungen und Stützpunkten umgeben, die jeden direkten Angriff auf die Festung durch landende Truppen unmöglich machen sollten. Diese Bunker existieren auch heute noch.

## Filmkulisse
Die Bunkeranlagen von Vigsø waren Schauplatz der Kriminalkomödie Die Olsenbande fährt nach Jütland, in der dort nach einem Schatz gesucht wird.